# Ягодна (округ Дунайська Стреда)
Ягодна (словац. Jahodná) — село в окрузі Дунайська Стреда Трнавського краю Словаччини. Площа села 15,69 км². Станом на 31 грудня 2015 року в селі проживало 1539 жителів.
Розташоване на березі Малого Дунаю.

## Історія
Перші згадки про село датуються 1539 роком.

## Населення
| Рік:            | 1994. | 2004.   | 2014.   | 2024.   |
| --------------- | ----- | ------- | ------- | ------- |
| Кількість осіб: | 1422  | 1440    | 1534    | 1666    |
| Різниця:        |       | +1,26 % | +6,52 % | +8,60 % |

| Рік:            | 2023. | 2024.   |
| --------------- | ----- | ------- |
| Кількість осіб: | 1657  | 1666    |
| Різниця:        |       | +0,54 % |